# Скриба (Древний Рим)
Скри́ба (лат. Scriba) — у древних римлян название секретаря.
Скрибы составляли высший класс служащих при магистрате и тем отличались от так называемых librarii (копиистов); нередко скрибы выбирались из числа сенаторов.
Scribae librarii из бывших квесторов делились на три декурии с 6 старшими (primi) секретарями во главе; они управляли казнохранилищем и вели общественные книги. При каждом наместнике состояло по два таких Scribae librarii; были особые скрибы при преторах, судебных магистратах, цензорах, трибунах, эдилах и т. д. Большинство скрибов набиралось из общественных рабов или вольноотпущенников.
В провинции положение скрибов считалось почётным: они стояли только ступенью ниже легатов, хотя то обстоятельство, что они получали жалованье (во время республики — merces, во время империи — salarium), резко отделяло их от почётной магистратуры.

## Источник
- Обнорский Н. П. Скриба // Энциклопедический словарь Брокгауза и Ефрона : в 86 т. (82 т. и 4 доп.). — СПб., 1890—1907.